# Huang Xuechen
Pour les articles homonymes, voir Huang.
Dans ce nom chinois, le nom de famille, Huang, précède le nom personnel.
Huang Xuechen, née le 25 février 1990 à Shanghai, est une nageuse synchronisée chinoise.

## Carrière
Huang Xuechen fait partie de l'équipe chinoise médaillée de bronze en ballet aux Jeux olympiques de 2008 à Pékin. Elle remporte aux Jeux olympiques de 2012 la médaille de bronze en duo avec sa partenaire Liu Ou et la médaille d'argent en ballet avec Chang Si, Chen Xiaojun, Liu Ou, Jiang Tingting, Jiang Wenwen, Luo Xi, Wu Yiwen et Sun Wenyan.